# Дауссахак
Дауссахак (фр. Daoussahak), также идаксахак (фр. Idaksahak), — берберский народ скотоводов-пастухов, живущий в городах Менака и Инекар округа Менака, а также в деревне Талатайе округа Ансонго в области Гао на северо-востоке Мали.
В основном народ говорит на сонгайском языке тадаксахак. Однако он постепенно вытесняется другими, в том числе тауллемметом.
Численность дауссахак в Мали оценивается в 30 000 человек. Большинство представителей народа исповедуют ислам суннитского толка, хотя также сохранили множество доисламских анимистических практик и верований.

## История
Дауссахак некогда входили в состав туарегского народа ивеллеммедан и образовывали отдельную касту. Они были надсмотрщиками за скотом для более высоких каст, а также считались теологическими экспертами. Между VII и IX веками они эмигрировали на восток современной области Гао в Мали. Народ дауссахак был одним из первых туарегских народов, эмигрировавших через Сахару на юг, а также одним из первых мусульманских народов в этой области.
Дауссахак никогда не находились под французской колониальной властью и не конфликтовали с завоевателями вплоть до 1950-х. В 1963 году дауссахак вместе с другими туарегскими племенами восстали против малийского правительства. Мятеж, ныне известный как Туарегское восстание 1962—1964 годов, был жестоко подавлен. Мужчины дауссахак также приняли участие в Туарегском восстании 1990—1995 годов и вступили в Народный фронт освобождения Азавада (а также в отколовшееся Арабское движение Азавада).
Ныне продолжаются конфликты и вооружённые столкновения дауссахак и фульбе за земли, животных и воду на территории области Гао в Мали и департамента Валлам в Нигере.